# فریتیگرن
فریتیگرن (ظاهر شده در سال ۳۷۰) یک سردستۀ گوتی از قبیلۀ تروینگیان بود که با پیروزی برومندش در نبرد آدریانوپل به هنگام جنگ گوتیک (۳۷۶–۳۸۲) و به ارمغان آوردن پیمان صلحی که میان با گراتیان و تئودئوس یکم بسته شد، شرایط مطلوبی را برای گوت ها فراهم کرد.

## نام
نام فریتیگرن به طور لاتینیزه شدۀ آن یعنی فریتیگرنوس ظاهر میشود. نام او به زبان گوتی به شکل فریثوگایرنز به معنای "در آرزوی صلح" بازسازی شده است. ژرمنیزه شدۀ این نام در پرستشگاه والهالا (1842) به شکل فریدیگِر بوده و بسیار مورد احترام قرار می‌گیرد.

## اختلافات با آتاناریک
نخستین منابعی که از فریتیگرن یاد میکنند مربوط به دوره‌ای می‌باشد که والنس به تروینگ ها حمله میکرده (۳۶۷/۹) و خود تروینگ ها از سوی دیگر مورد تازش هون‌ها قرار می‌گرفتند (۳۷۶). در این زمان احتمالا جنگی میان فریتیگرن و آتاناریک (یکی از حاکمان برجستۀ تروینگیان)، در گرفته باشد. این زد و خورد هایی که میان فریتیگرن و آتاناریک رخ داده بود توسط افرادی چون سقراط بیزانسی، سوزومن و زوسیموس یاد شده، اما در کمال تعجب توسط افرادی چون آمیانوس مارسلینوس و فیلوستورگیوس از آنها یاد نشده است. گمان می‌رود که پیش یا پس از این نبرد داخلی میان تروینگیان، فریتیگرن به آیین مسیحیت آریانی گریوده باشد. آنچه سوزومن دربارۀ آزار مسیحیان می‌نویسند ظاهرا با این دوره مصادف است. به نظر میرسد که آتاناریک این جنگ را برده باشد، چرا که او در آینده و در سال ۳۷۶ تروینگیان را در جنگ علیه هون ها رهبری میکند.
بنا بر سقراط، آتاناریک و فریتیگرن دو رهبر رقیب در میان تروینیگان گوت به شمار می‌آمدند و زمانیکه ابعاد این رقابت به سطح جنگی گسترش می‌یابد، آتاناریک میان تروینگیان از محبوبیت بیشتری برخوردار می‌شود و بدین‌سان فریتیگرن از رومی‌ها درخواست کمک کرده و به دنبال آن، امپراتور والنس و ارتش زمینی تراکیه‌ای او وارد عمل میشوند؛ والنس و فریتیگرن آتاناریک را شکست می‌دهند، و فریتیگرن به مسیحیت، و به مکتبی که والنس بدان باور داشت می‌گرود. سوزومن در این بخش از ماجرا از سقراط پیروی می‌کند. بنا بر زوسیموس، آتاناریک (آتوماریکوس) پادشاه گوت ها (سکاها) بود و اندکی پس از پیروزی در آدریانوپل و پیوستن تئودئوس به آنها، فریتیگرن، آلانتئوس و سافراکس به شمال دانوب حرکت کرده، آتاناریک را شکست داده و سپس به جنوب بازمی‌گردند.

## گذر از دانوب
در سال 367، تروینگیان به شدت زیر فشار هون‌ها که خویشاوندانشان، یعنی گرتونگیان را فتح کرده بودند قرار می‌گیرند. فریتیگرن از والنس درخواست می‌کند که اجازه دهد تا تروینگیان از مرز شمالی روم گذر کرده و در استان موئسیا یا تراکیه سکنا گزینند، درحالیکه رود دانوب و دژ های مرزی روم آنها را از گزند هون ها در امان نگه می‌دارد. والنس با درخواست فریتیگرن موافقت کرده و اجازه میدهد تا پیروان او وارد امپراتوری شوند. در عوض، می‌بایست تعهد می‌کردند تا در زمان نیاز جنگی، در خدمت نظامی امپراتوری روم باشند، اما در عوض با آنها نه به عنوان بیگانه، بلکه به عنوان یک رومی و نه کمتر از آن برخورد خواهد شد. آنطور که روشن است، هیچکدام اتفاق نیافتاد. در همین حال آتاناریک و شمار بسیاری از پیروانش به منطقۀ کوکلاند (به معنی "کوهسار"، احتمالاً کارپات شرقی و ترانسیلوانیا) عقب نشینی می‌کنند. 
در پاییز ۳۷۶، رومی‌ها به مردم آلاویووس و فریتیگرن اجازه دادند تا از دانوب گذر کرده و در استان موئسیا ساکن شوند. در زمستان ۳۶۷/۷ موجی از قحطی سرزمین هایی که تروینگیان در آن ساکن بودند را فرا می‌گیرد و درخواست کمک آنها بی پاسخ ماند. در همان زمان، فرمانروایان رومی آن مناطق یعنی لوپیکینوس و ماکسیموس با تروینیگان با بدی رفتار می‌کردند. آنها خوراک را به قیمیت بسیار بالایی به آنها می‌فروختند و باعث میشد تا بعضی گوت ها به ناچار فرزندان خود را به عنوان برده بفروشند. آنها برخی از رهبران تروینگیان، از جمله فریتیگرن و آلاویووس را به یک ضیافتی نفیس دعوت می‌کنند و سپس برخی از آنها را در این ضیافت می‌کشند و برخی دیگر را به عنوان گروگان نگه می‌دارند. به احتمال بسیار آلاویووس به عنوان یک گروگان در نزد رومی‌ها باقی می‌ماند، اما فریتیگرن موفق می‌شود تا فرار کرده و خود را یگانه رهبر تروینگیان معرفی کند. چندی از این حادثه نگذشته بود که فریتیگرن علیه امپراتوری روم اعلان جنگ کرد. 

## جنگ علیه والنس
فریتیگرن موفق شد تا پیروزی قاطعانه‌ای را در برابر لوپیکینوس در نبرد مارکیانوپل و در سال ۳۷۶ رقم بزند. گوت ها در طول سال ۳۷۷ موفق شدند تا کنترل بسیاری از استان‌های نزدیکِ استان ثروتمند تراکیه را به دست بگیرند. والنس که متوجه وخامت اوضاع شده بود،  اسپهبدهای خود یعنی ریکومر و فریگریدوس را برای مهار گوت ها به شرق کوه‌های هایموس می‌فرستد. در نبرد بیدها، ترکیب نیرو های نیمۀ غربی و شرقی امپراتوری به سختی توانست در برابر شمار بسیاری از گوت‌ها ایستادگی کند، که باعث شد تا گوت‌ها برای بازسازی و بهبودی دوباره به یک دژ واگن عقب‌نشینی کنند. والنس در این لحظه ساترنینوس را برای پشتیبانی از ترایانوس به صحنه نبرد گسیل می‌کند. ساترنینوس و ترایانوس به امید اینکه آنها را در زمستان ۳۷۷/۸ به گرسنگی مفرط دچار کنند، تعدادی استحکامات برای مهار اردوگاه گوت‌ها ساختند تا آنها را به یک نبرد میدانی باز وادار کند. فریتیگرن از ترک واگن خود سر باز زد، و اتفاقا موفق شد تا برای درخواست کمک از سواره نظام‌های آلانی و هونی اقدام کند. ساترنینوس نتوانست محاصره خود را بیشتر طول دهد، و ناچار شد و تا عقب‌نشینی کند. با عقب نشینی آنها، گوت‌ها یکبار دیگر به آزادی حرکت رسیدند و حومه‌شهر را غارت کردند. گوت ها در تابستان سال۳۷۷ موفق شدند تا دوباره به منطقه‌ی هلسپونت و دریای سیاه دسترسی پیدا کنند. آنها دیبالتوم و آگوستا تراژانا را غارت کردند و فریگیدروس را ناچار ساختند تا به ایلیریا عقب‌نشینی کند. گوت‌ها اکنون خود کنستانتینوپل را تهدید می‌کردند، و این والنس را ناچار ساخت تا نیروهای قابل توجهی را از جبهه‌ی پارس بیرون کرده و در نتیجه امتیازات فراوانی را به ساسانیان اعطا کند. بنا بر سقراط بیزانسی، شهروندان پایتخت والنس را به نقض امنیت آنها متهم کرده و او را مصر ساختند تا در برابر یورش‌گران بایستد. در ۱۲ ژوئن، والنس نیرو‌های خود را به مِلانتیاس حرکت داده، و سپس سباستیانوس را به همراه سپاهی پیشرفته برای رویارویی با تیره‌های مختلف گوت‌ها گسیل می‌کند. سباستیانوس پیروز‌مندانه شماری از قبایل غارت‌گران را در هم کوبید و فریتیگرن را ناچار ساخت تا نیرو های خود را در کابایل استوار کند. گراتیان در شمال و در لشکر‌کشی‌های خود علیه آلامان‌ها (نبرد آرژانتوواریا) اسیر شد و نتوانست از والنس - که انتظار داشت گراتیان در ژوئن یا جولای با گوت‌ها درگیر شود - پشتیبانی کند. وقتی والنس نوداد یافت که گوت‌ها در حال حرکت به سوی آدریانوپل هستند، رخت بر بست و حرکت کرد تا با آنها دیدار کند. دور و بر ۷ آگوست، ریکومر با پیامی مضمون بر اینکه گراتیان در حال نزدیک شدن است از اردوگاه غرب بازگشت.  بنابر آمیانوس، ویکتور به والنس هشدار داد تا منتظر گراتیان بماند، درحالیکه سباستیانوس او را به یک حمله آنی وا داشت. فریتیگرن در شبانگاه ۸ آگوست فرستندگانی را با دو پیام فرستاد. نامه نخست مضمون بر پیشنهاد صلح و یک اتحاد نظامی را در برابر تبادل ارض در تراکیه بود، و دومی به طور خصوصی خطاب به والنس بود، که به او اطمینان داد که او واقعا آرزوی صلح داشت، اما از والنس خواست تا مجهز و بسیج بماند، تا او، یعنی فریتیگرن، بتواند مردمش را برای حفظ صلح متقاعد کند. والنس این درخواست را رد کرده و در همان روز برای درگیر شدن با گوت‌ها حرکت کرد. فریتیگرن توانست تا با این مذاکرات صلح، اندکی مهلت برای خود کسب کند تا سواره‌نظامیان همپیامنش گرتونگی برسد. در نبرد پیش‌رو آدریانوپل، گوت‌ها پیروزی قاطعی در برابر ارتش روم به دست آوردند. ارتش روم قلع و قمع شد و خسارات فراوانی بر جای گذاشت. والنس در پسایند این نبرد (پس از به پایان رسیدن این نبرد) کشته شد. فریتیگرن خود شهر آدریانوپل را محاصره کرد، اما پیروز نشد، چرا که مردم این شهر در برابر غارت‌گران با تمام قوا ایستادگی کردند. 
گوت‌ها هرچند کنترل بخش بزرگی از شبه جزیره‌ی بالکان را دوباره به دست گرفتند، امپراتوری بی امراتور روم شرقی، ترس از این داشت که جمعیت بزرگی از گوت‌ها با فریتیگرن متحد شده و در به طور پراکنده دست به شورش بزنند. ژولیوس، جانشین لوپیکینوس، دستور داد تا همه‌ی گوت هایی که نزدیک مرز زندگی میکردند را قتل عام کنند. با فرا رسیدن سال ۳۷۹ و با شنیده شدن این نوداد که قتل عام بزرگی در انتظار گوت‌های نزدیک مرز است، به شورش های مکرر در آسیای صغیر منجر شد. رومی‌ها واکنش خود به این شورش‌ها را با کشتار گوت‌ها در استان‌های داخلی نشان دادند.
فریتیگرن جنگ را دو سال ادامه داد که با نتایج مختلفی همراه بود. تئودئوس یکم امپراتوری را از والنس مورخ ۱۹ ژانویه سال ۳۷۹ به ارث برد. گراتیان از تئودئوس به عنوان هم-امپراتوری خود از او قدردانی کرد و کنترل اسقف‌نشینی های داکیه و مقدونیه را در اختیار او گذاشت، اما بی‌درنگ به جبهه شمالی برای رویارویی با آلامان‌ها برگشت، و تئودئوس را در رویارویی با مشکل ناشی از گوت‌ها تنها گذاشت.
تئودئوس ارتشی نو متشکل از کشاورزان و مزدوران طرح ریخت. بسیاری از آنها از پیوستن به ارتش برای جلوگیری از اعزام به جنگ خودداری کردند، بسیاری انگشت شست خود را برای خودداری از خدمت سربازی مثله کردند، اما تئودئوس کسانی را که قصد فرار داشتند را به شدت مجازات کرده، و حتی کسانی‌ را که شست خود را مثله کرده بودند را به خدمت سربازی فرا خواند. یکی از اسپهبدان تئودئوس به نام مودارس که خود یک گوت تبار بود پیروزی کوچکی در برابر فریتیگرن به دست آورد.
به نظر می‌رسد که در این نقطه، گرتونگی ها ارتش گوت را دو نیمه کرده و راهی ایلیریکوم می‌شود. تروینگیان تحت رهبری فریتیگرن به سوی یونان حرکت کردند، وارد مقدونیه و تسالی شد. تئودئوس برای گرفتن جلوی آنها به این سو حرکت کرد اما ارتش او به دلیل فراریان از خدمت سربازی در نبرد تسالونیکا متلاشی شد، در حالیکه مزدوران وحشی بسیاری به فریتیگرن می‌پیوستند. در این نقطه گراتیان تمایل داشت تا دوباره به کمک آنها بیایید، که سرانجام این تمایل، گسیل کردن دو تن از اسپهبدهای خود با نام های آربوگاست و بائوتو بود که موفق می‌شوند تا در تابستان ۳۸۱ گوتی‌ها را به سمت تراکیه عقب برانند. مذاکرات صلح برپا می‌شوند، درحالیکه ریکومرز و ساتورنینوس این مذاکرات را برای رومی ها هدایت می‌کردند. سرانجام در ۳ اکتبر ۳۸۲ صلح برقرار شد. از فریتیگرن در منابع پسا سال ۳۸۱ یاد هرگز یاد نمی‌شود و سرنوشت او روشن نیست، ممکن است که در لشکرکشی یونان کشته شده باشد، یا به عنوان یکی از شرایط مذاکره از مقام خود عزل شده است. 